# Le campane di Bicêtre
Le campane di Bicêtre (titolo originale Les Anneaux de Bicêtre) è un romanzo di Georges Simenon pubblicato nel 1963 da Presses de la Cité, tradotto dapprima col titolo L'ottavo giorno nel 1966 da Mondadori. Simenon scrisse questo romanzo a Noland, cantone di Vaud (Svizzera), dal 2 al 25 ottobre 1962.

## Trama
René Maugras, direttore del principale quotidiano di Parigi, riprende conoscenza da emiplegico in una stanza dell'ospedale di Bicêtre. È soltanto grazie all'aiuto di chi gli sta intorno che, dopo un po', riesce a capire come mai è finito lì. Mentre era a cena nella saletta privata del Grand Véfour, uno dei ristoranti più esclusivi, si era sentito male. I suoi amici, appartenenti alla crema dell'alta società francese, lo avevano ritrovato in bagno, privo di conoscenza. È solo l'inizio di una lunga, inesorabile discesa nel limbo della malattia per un uomo potente, magnate della grande stampa. Ora egli giace invalido in una stanza d'ospedale: deve sottostare alle regole degli altri, non è più l'uomo di prestigio, temuto e riverito finora. Deve pensare a recuperare la funzionalità del braccio, che non risponde alle sue sollecitazioni; la sua gamba non regge più il peso del suo corpo. A peggiorare il tutto, attorno al malato si materializzano le figure che si rivelano sempre più presenti, e indispensabili per lui. Come la signorina Blanche, la graziosa infermiera che lo assiste, lo rincuora e lo sprona verso la guarigione. 
Maugras deve adattarsi alla sua nuova condizione, a nuovi ritmi di vita a 55 anni. Ma, soprattutto, abituarsi a esser comandato, a dover dipendere dagli altri. Egli riflette criticamente sulla propria vita: a che scopo è diventato un personaggio importante? Ha lavorato a ritmi vertiginosi, non si è mai concesso una tregua, è stato sempre al vertice della tensione nervosa. Lo tormenta anche la situazione della seconda moglie, Lina, una ragazza sbandata che egli ha sposato anche se tra loro c'è una notevole differenza d'età, rassicurandola dalle sue fragilità. Lina adesso sta affondando: alcolizzata, si dedica ad una vita dissoluta, incapace di reagire all'assenza di Maugras.

## Adattamenti cinematografici e televisivi
- Les anneaux de Bicêtre, 1977, regia televisiva di Louis Grospierre[2], con Michel Bouquet (Maugras) e Claude Jade (Blanche).

## Edizioni italiane
- L'ottavo giorno, traduzione di Elena Cantini, Collezione Medusa n. 504, Milano, Mondadori, 1966.
- Le campane di Bicêtre, traduzione di Laura Frausin Guarino, Biblioteca Adelphi n. 535, Milano, Adelphi, 2009.